# Germanistique juridique
La germanistique juridique est une branche des études sur le peuple germanique active du XVIe siècle au XXe siècle, qui s'est attachée à retracer l'histoire d'un droit germanique supposément enraciné dans l'esprit du peuple allemand. L'ouvrage de 1643 de Hermann Conring est généralement présenté comme le fondement de cette école. Toutefois, celle-ci s'est principalement cristallisée au début du XIXe siècle à travers son opposition aux tenants de l'étude du droit romain – dite romanistique juridique – au sein de l'école historique du droit,. Un de ses représentants emblématiques est alors Jacob Grimm, bien que Karl von Amira (de) ait aussi joué un rôle, notamment avec son commentaire du miroir des Saxons. Le second temps important de la germanistique juridique est son rôle en tant que caution historique au sein du droit nazi. Un universitaire notable de la discipline durant cette période est Hans Planitz (de). Après la défaite du Troisième Reich, cette école est tombée en désuétude. Il lui est aujourd'hui principalement reproché de céder au Germanenmythos (de).
En France au XIXe siècle, un courant de recherche comparable s'est attelé à montrer que le droit scandinave médiéval serait l'ancêtre du droit français.

## Liens
- Notice dans un dictionnaire ou une encyclopédie généraliste :   - Dictionnaire historique de la Suisse